# Aéroport d'Ysyk-Köl
L'aéroport International d'Ysyk-Köl ( Kirghizistan : Ысык-Көл эл аралык аэропорту, ISIQ-Köl el aralıq aeroportu, ىسىق-كۅل ەل ارالىق اەروپورتۇ, russe : Международный аэропорт «Иссык-Куль», Meždunarodnyj Aéroport «Issyk-Kulj») (code IATA : IKU (ИКУ) • code OACI : UCFL • Code aéronautique de l'espace russophone : russe : ИКУ)         est un aéroport international situé près de Tamchy, un village du district de Issyk Kul , dans la région d’ Issyk Kul ( oblast ) du Kirghizistan.  
Anciennement connu sous le nom d’aéroport de Tamchy, l’aéroport international Ysyk-Köl a commencé ses activités en 1975 en tant qu’aéroport de réserve pour l’aéroport de Cholpon-Ata, situé à proximité. La piste et le terminal actuels ont été construits en 2003. La même année, le gouvernement kirghize a renommé l'aéroport de Tamchy en aéroport international d'Ysyk-Köl. Il s'agit d'un aéroport de classe 3C, dépourvu d'installations d'atterrissage aux instruments et fonctionnant uniquement pendant la journée. 
L’aéroport international d’Ysyk-Köl effectue des contrôles aux douanes et aux frontières et dessert des vols intérieurs et internationaux. Il est prévu de prolonger la piste de 500 m supplémentaires. 

## Situation
| Bichkek Och Jalal-Abad Ysyk-Köl Kazarman Kerben Batken Isfana Narine Karakol |

## Compagnies aériennes et destinations
| Compagnies                                            | Destinations                                    |
| ----------------------------------------------------- | ----------------------------------------------- |
| Kyrgyzstan Air Company opéré par Avia Traffic Company | En saison : Bichkek Manas, Jalal-Abad (en), Och |
| Qazaq Air                                             | En saison Charter : Almaty                      |
| S7 Airlines                                           | En saison : Novossibirsk-Tolmatchevo            |
| SCAT                                                  | En saison : Almaty                              |
| Uzbekistan Airways                                    | En saison : Tachkent                            |

Édité le 18/01/2020